# Большая колоннада Пальмиры
Большая колоннада в Пальмире была возведена в несколько этапов во II и III веках. Её длина составила более одного километра. Колоннада соединяла храм Баала в юго-восточной части Пальмиры с Западными воротами и Погребальным храмом в её северо-западной части.
Колоннада пострадала во время гражданской войны в Сирии; особо сильные повреждения она получила в период с мая 2015 года по март 2016 года, когда Пальмира была оккупирована группировкой ИГИЛ.

## Описание
Колоннада состоит из трёх секций, возведённых отдельно друг от друга в течение II и III веков. Западная секция — старейшая, она начиналась у Западных ворот возле Погребального храма. Восточная простиралась от Монументальной арки, располагавшейся в центре города, до входа в храм Баала. Средняя же появилась позднее двух отдельных колоннад с целью их объединения. Она соединялась с западной секцией в районе Большого тетрапилона, а с восточной — Монументальной арки.

### Западная часть
Первой была возведена западная секция колоннады. Согласно надписям, обнаруженным на некоторых колоннах, строительные работы начались до 158 года. Прямая линия колоннады протянулась в направлении с северо-запада на юго-восток на расстояние в 500 метров, что сделало её самой длинной из всех трёх секций. Ширина главной аллеи составляла 11,7 метров, а боковые улицы имели 7 метров в ширину. Западные ворота, находящиеся в западной части этой секции, были возведены в конце II века. Западная секция также соединялась под прямым углом с Поперечной колоннадой, тянувшейся до Дамасских ворот на юге.

### Восточная секция

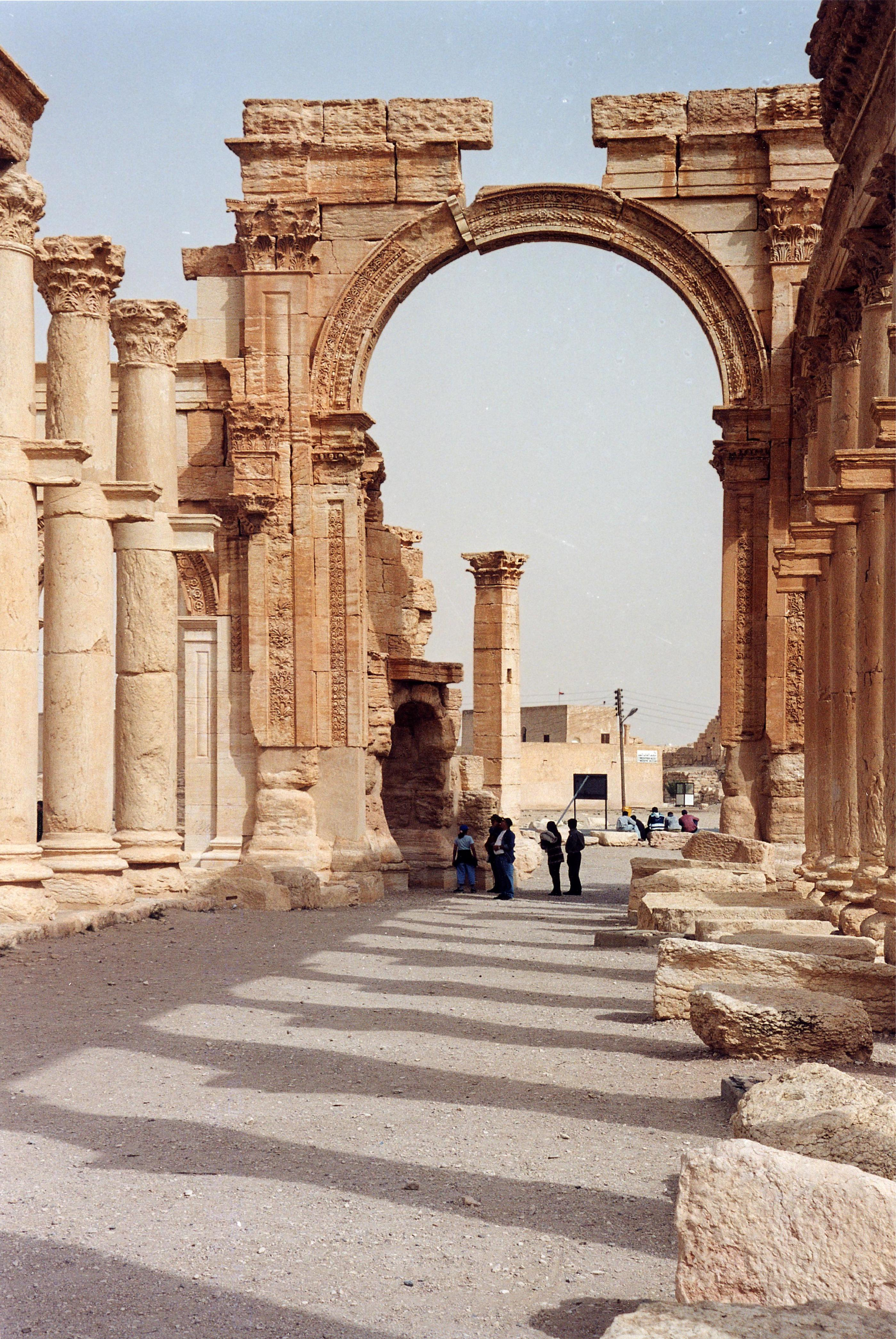
Большая колоннада и Монументальная арка

Восточная секция Большой колоннады начиналась у Монументальной арки и тянулась в направлении с северо-запада на юго-восток к пропилеям храма Баала. Её возведение началось после завершения строительства пропилей в 175 году и продолжалось до начала III века. Восточная секция — самая широкая в Большой колоннаде, ширина её главной аллеи на всём её протяжении составляет 22,7 метра, а тротуаров — 6,7 метров. Угол теменоса храма Небу был снесён, чтобы Монументальная арка беспрепятственно просматривалась на другом конце секции и для обеспечения более удобного доступа к участку, ведущему к храму Баала. Позднее к восточной секции колоннады между храмами Баала и Небу был пристроен нимфеум.

### Средняя часть
Средняя колоннада, протянувшаяся с востока на запад, была возведена для соединения двух ранее построенных секций Большой колоннады. Её строительство началось от Монументальной арки, в месте соединения с восточной секцией, примерно в начале III века. Она была протянута до Большого тетрапилона, где на овальной площади соединялась с западной колоннадой. Средняя секция Большой колоннады включала в себя также и портик с купальнями. Она стала важнейшей из всех трёх секций колоннады, поскольку вокруг неё сгруппировались несколько гражданских зданий, включая цезариум, театр, бани и храм Небу. Ширина главной аллеи средней секции колеблется от 14 в самой широкой части около тетрапилона до 10 метров в районе Монументальной арки. Ширина тротуаров также варьируется от 7 на северной до 6,8—8,95 метров на южной стороне.

## Архитектура и значение

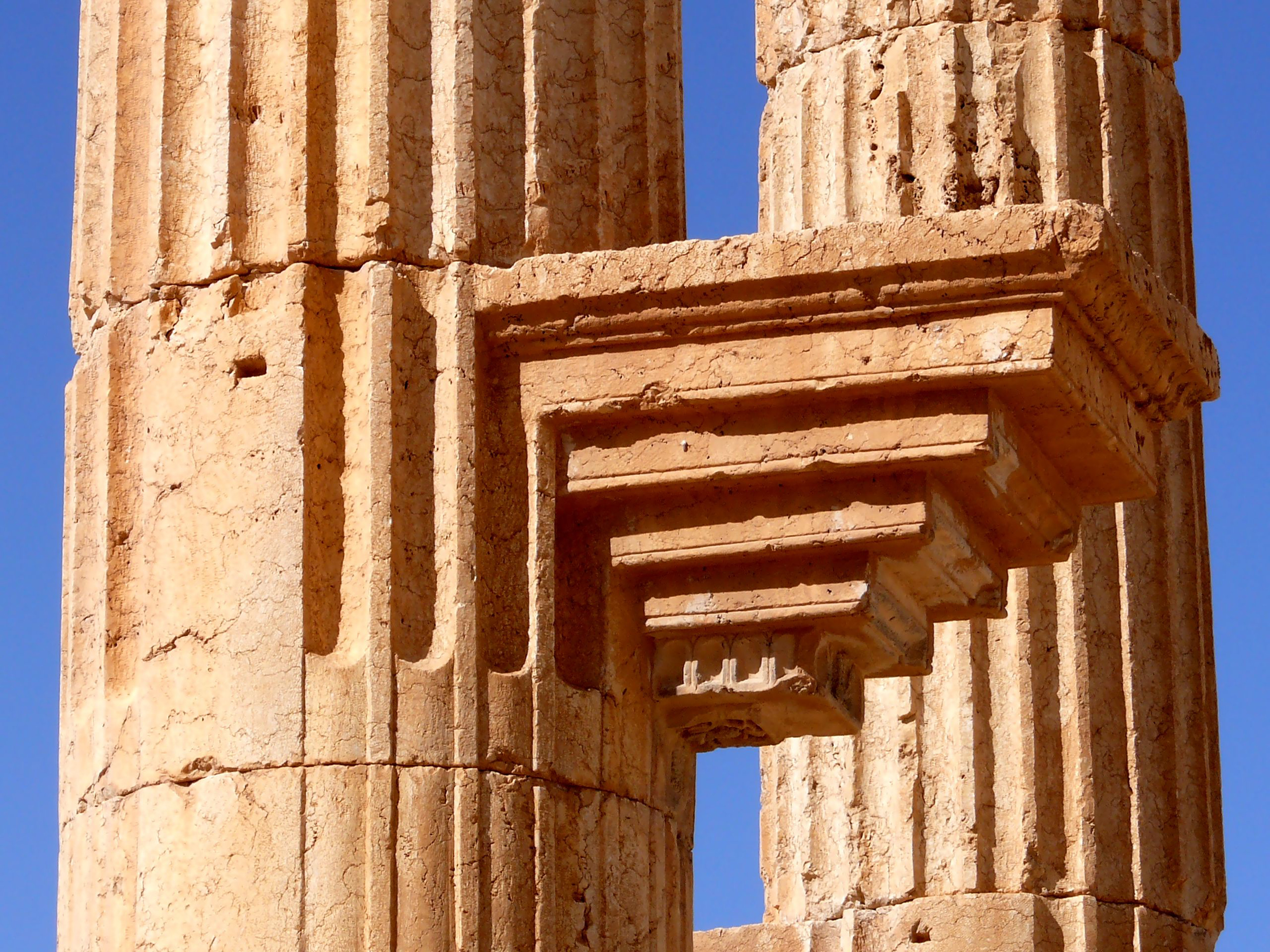
Кронштейн, закреплённый на одной из колонн

Ранние колоннады, особенно в западной части, были построены с использованием классической строительной техники Opus emplectum. Колонны состояли из шести-восьми коротких секций. Эту технику постепенно, начиная с 220-х годов, заменила другая, которую историк Марек Баранский назвал opus Palmyrenum. Она была применена в средней и восточной частях колоннады с использованием трёх длинных сегментов вместо коротких барабанов. В то время эта технология позволяла значительно ускорить строительство.
Коринфские колонны были снабжены декорированными кронштейнами с посвятительными надписями. Кронштейны использовались для крепления бронзовых статуй выдающихся деятелей. На колоннах, установленных перед театром, были обнаружены надписи, посвящённые Зенобии и Оденату и датируемые 257—267 годами.

## Галерея

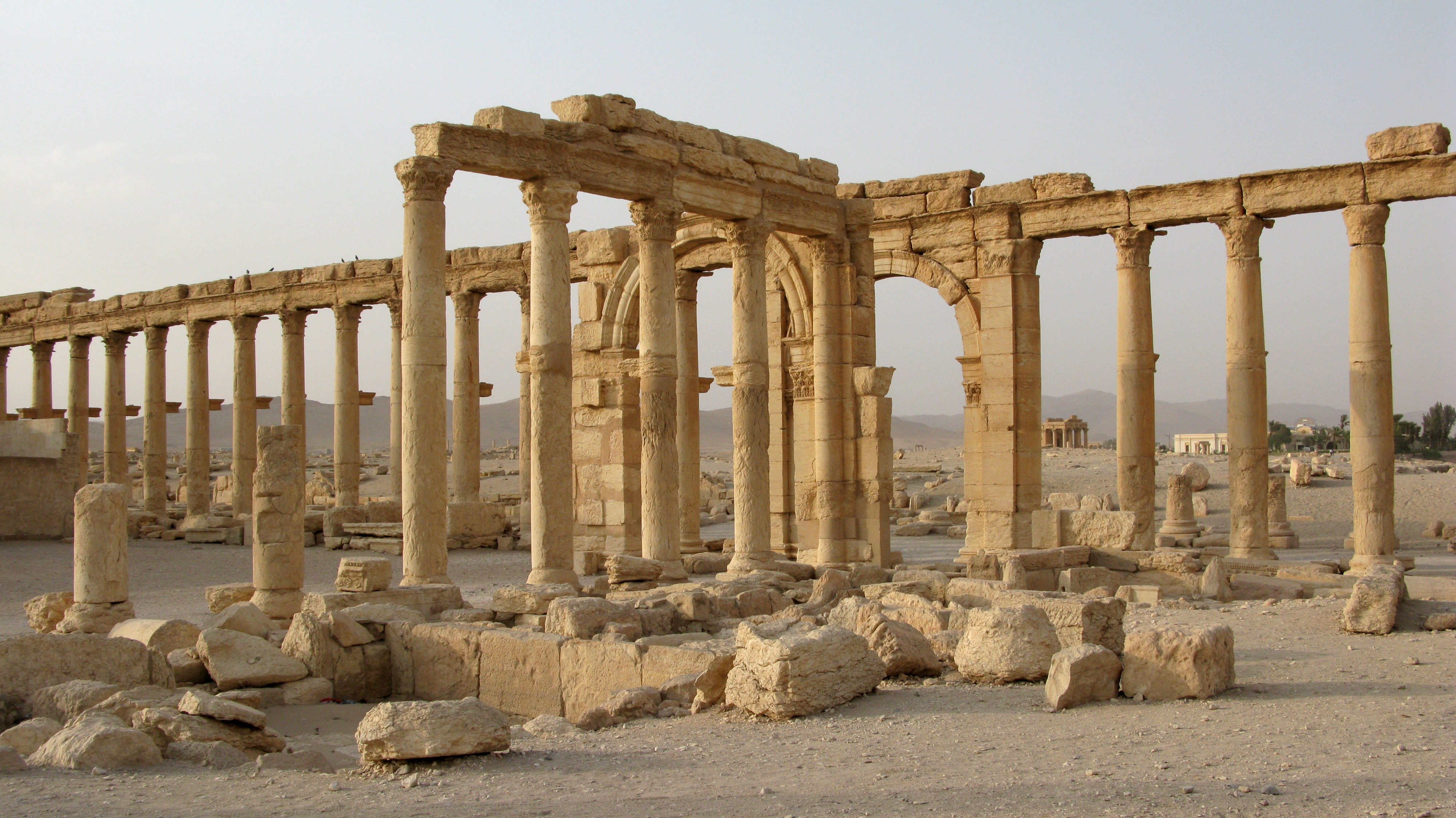
Фрагменты Большой колоннады
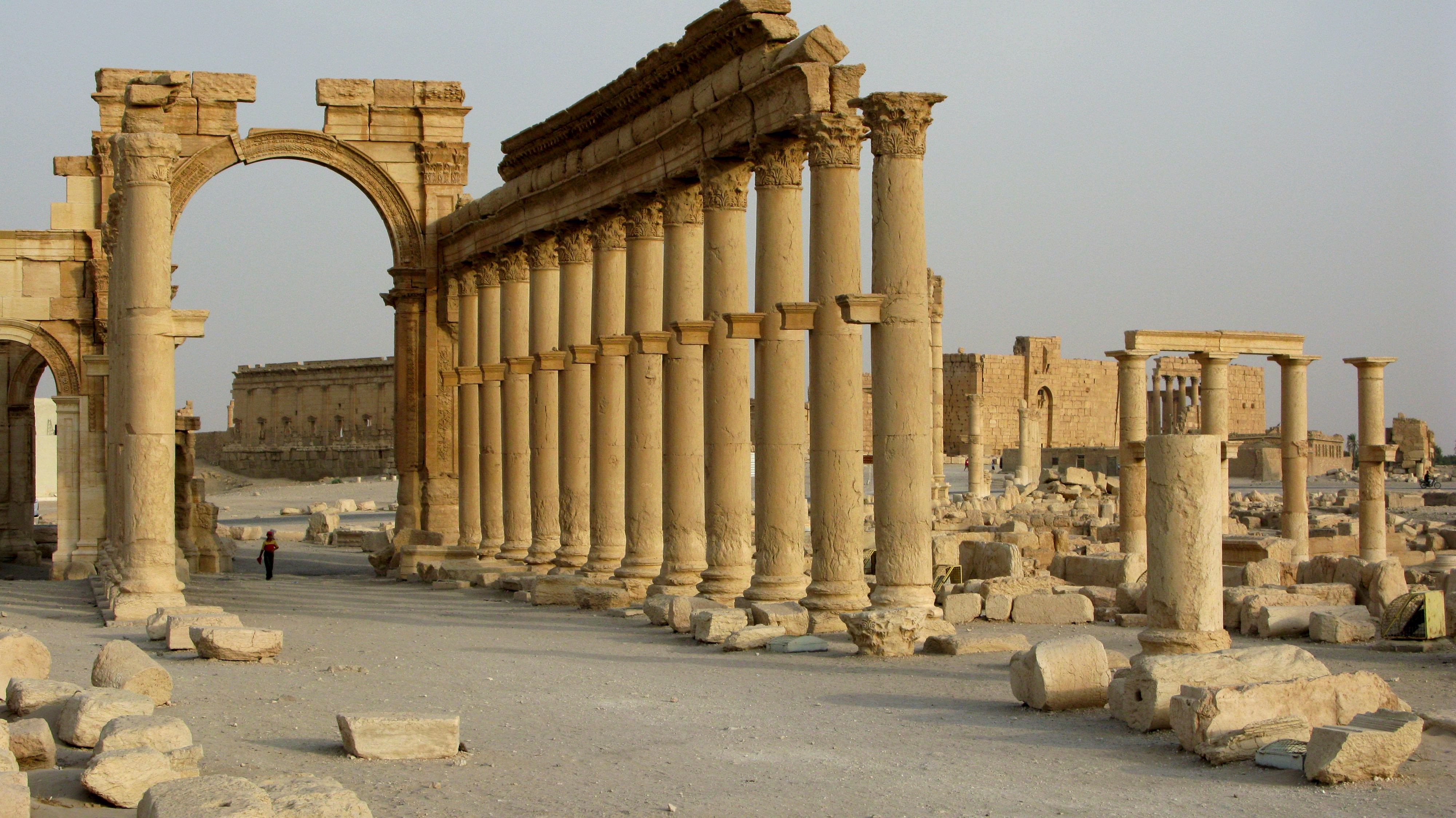
Монументальная арка, соединяющая восточную и среднюю секции колоннады
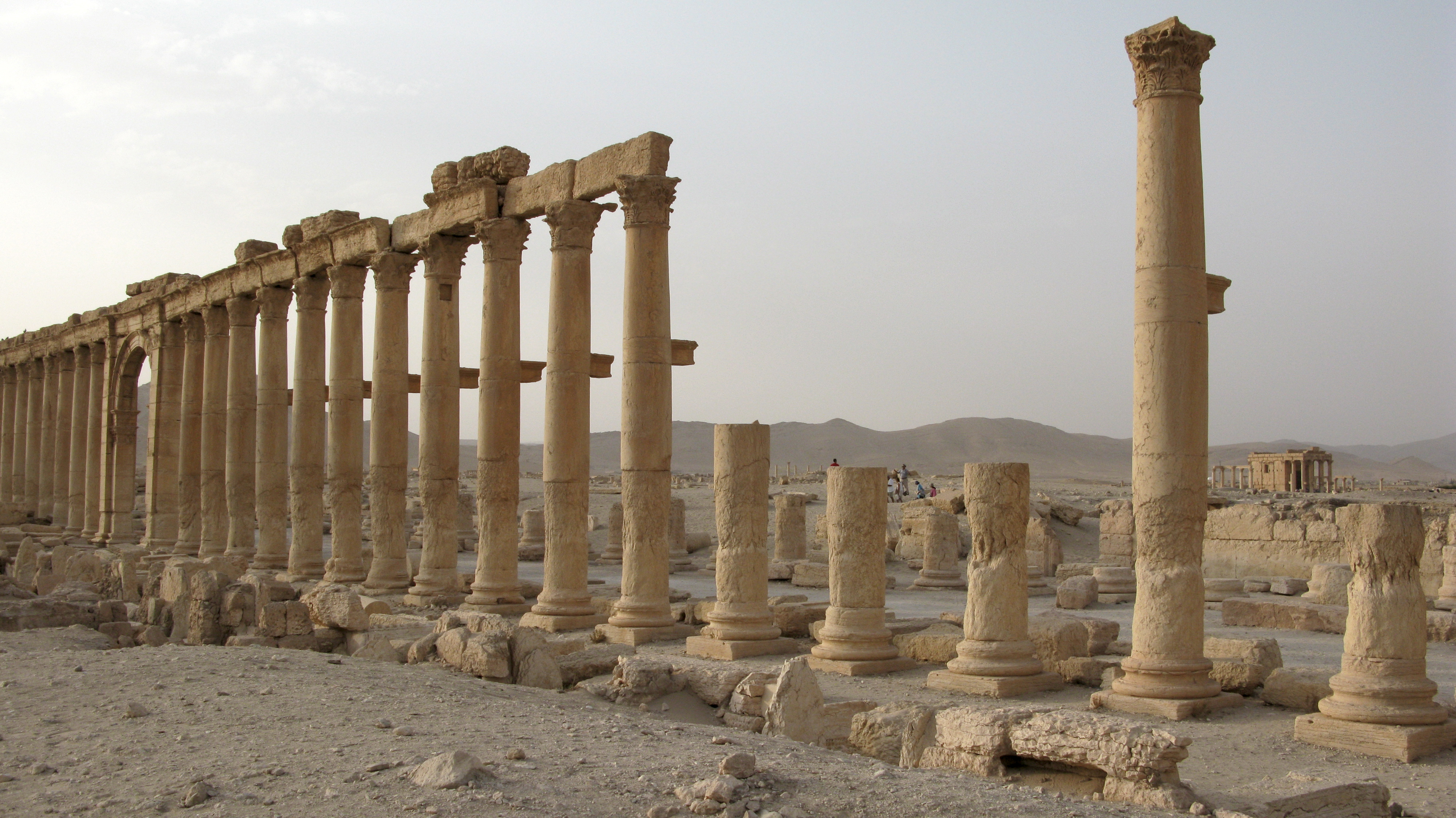
Фрагменты Большой колоннады
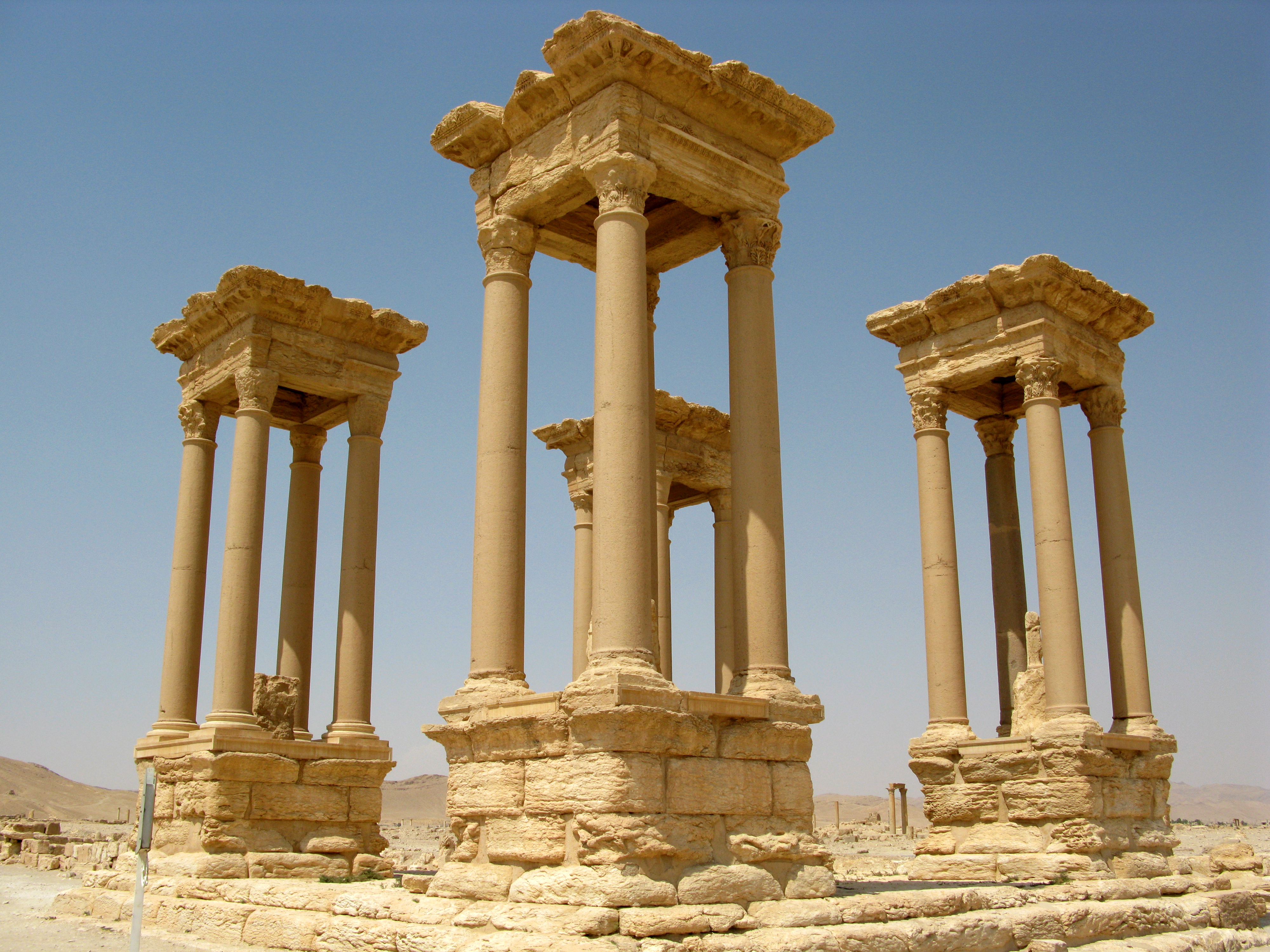
Большой тетрапилон, соединяющий западную и среднюю секции колоннады
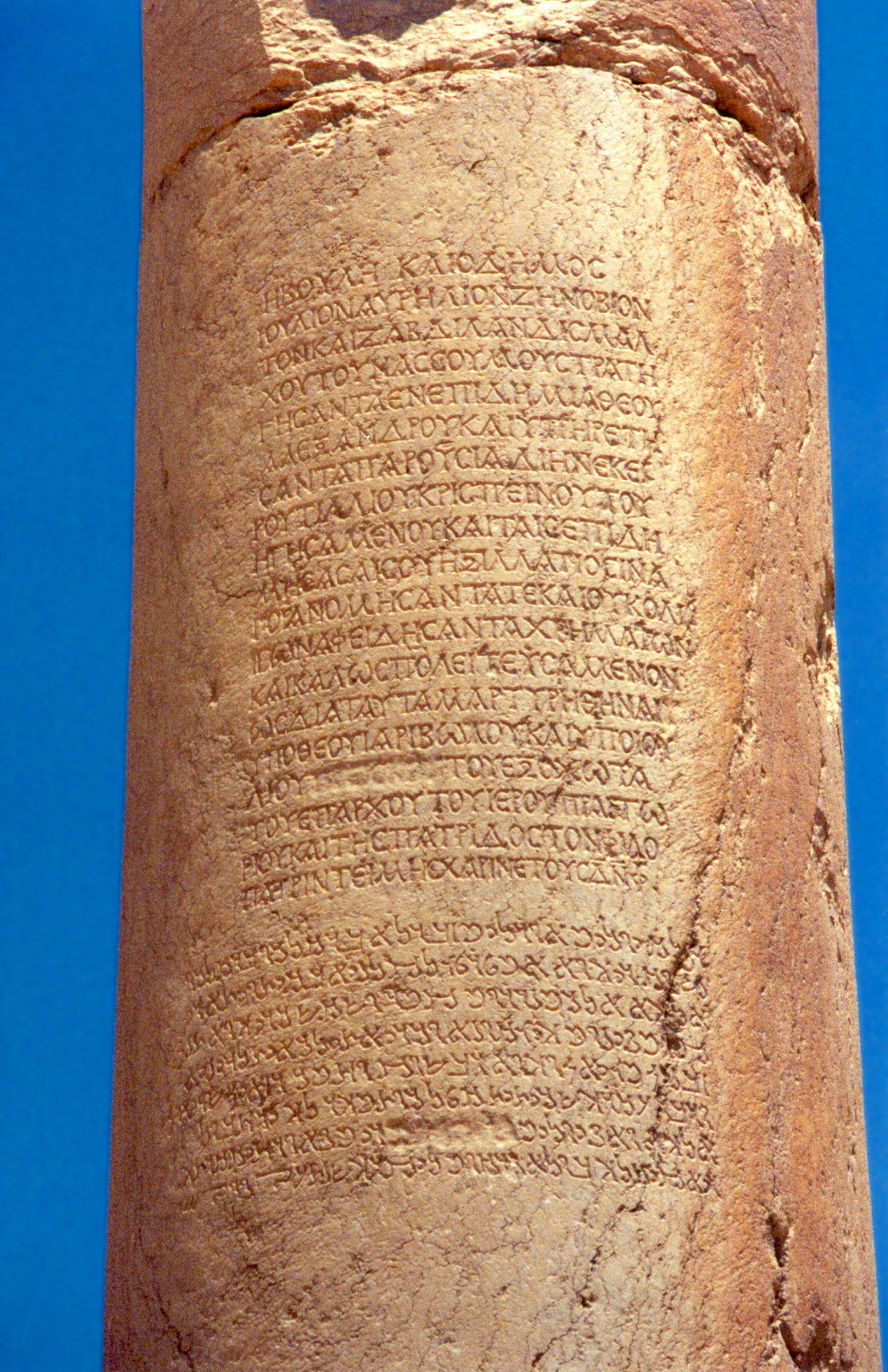
Дарственная надпись на одной из колонн
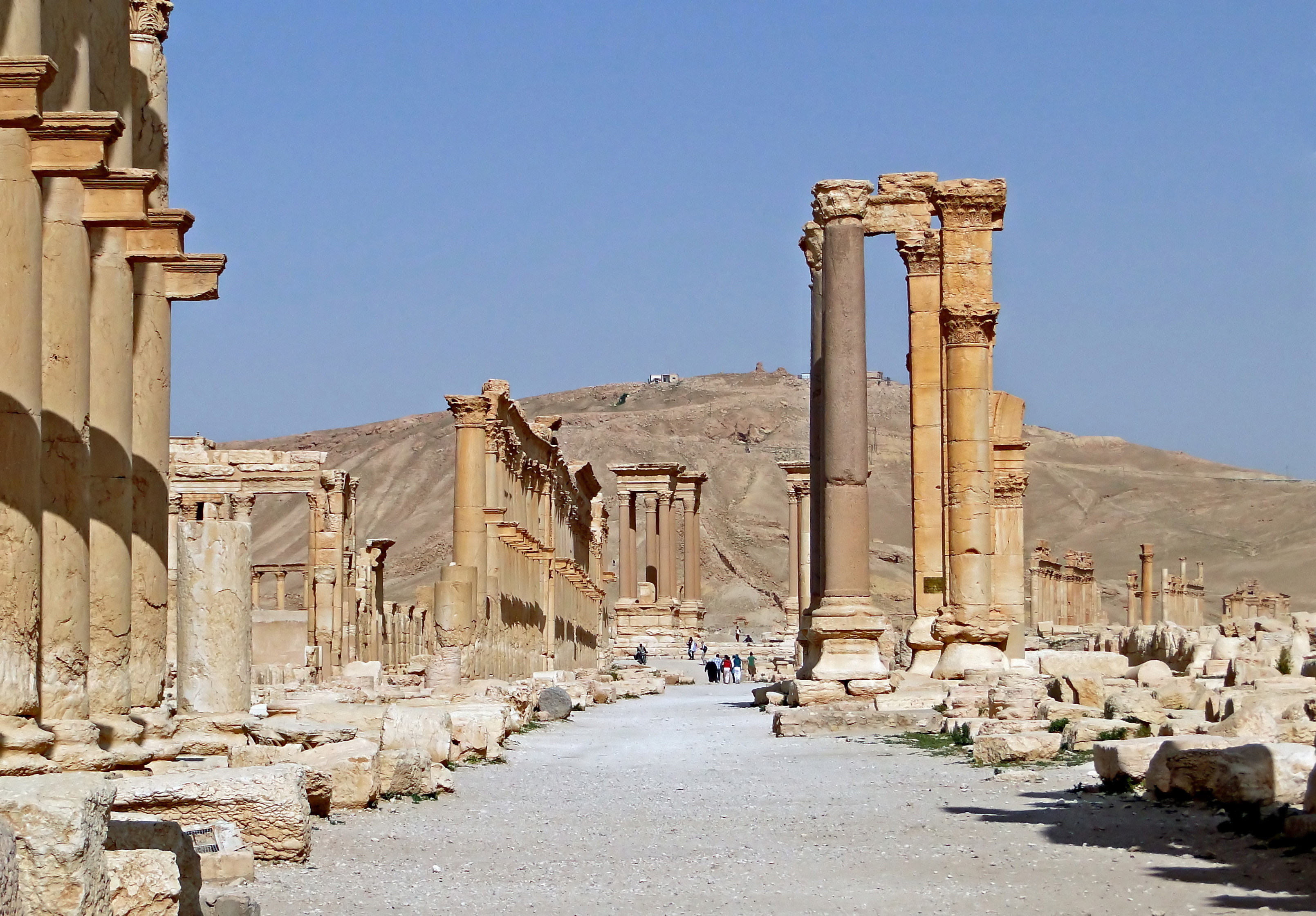
Средняя колоннада с Большим тетрапилоном в сторону запада
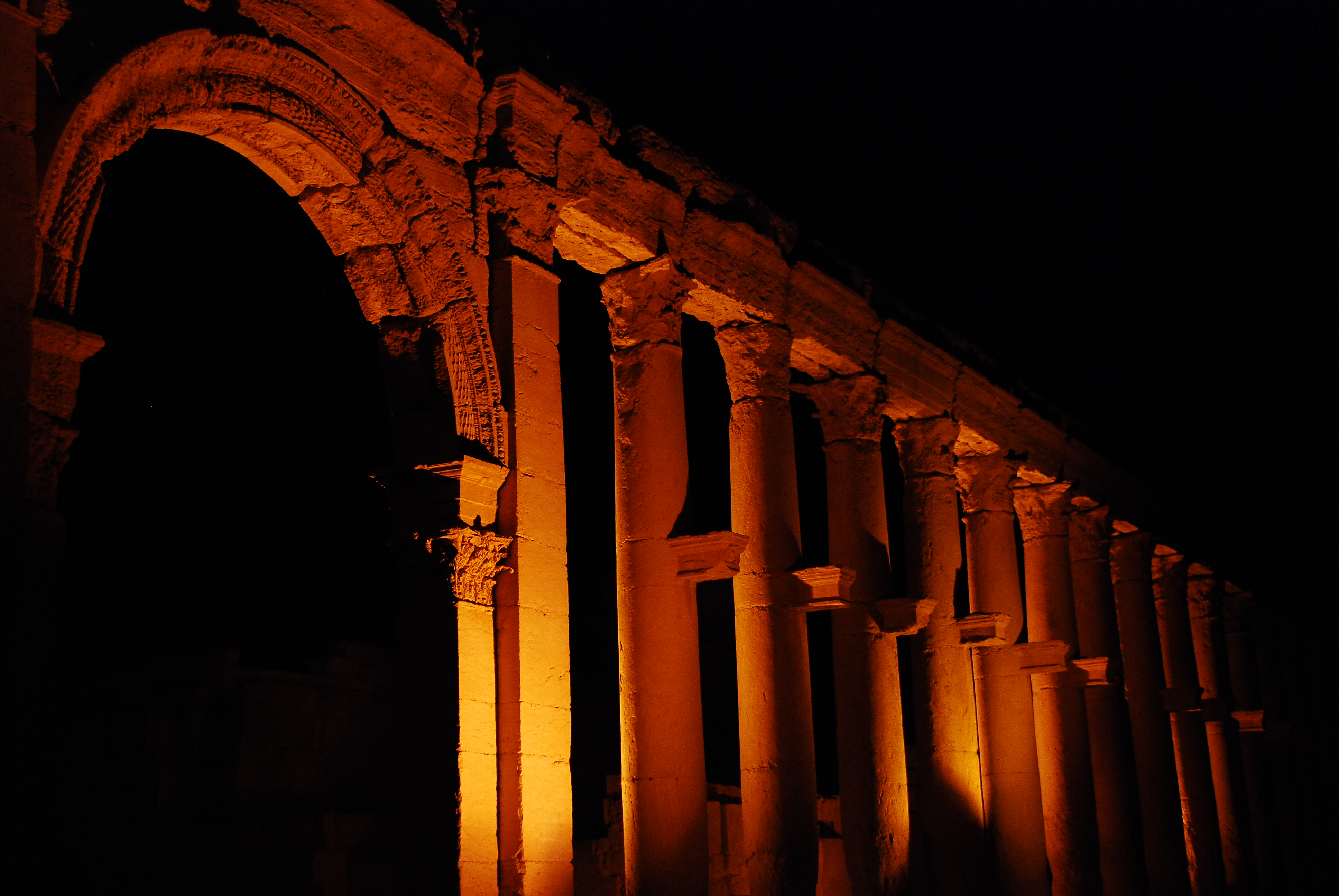
Монументальная колоннада ночью
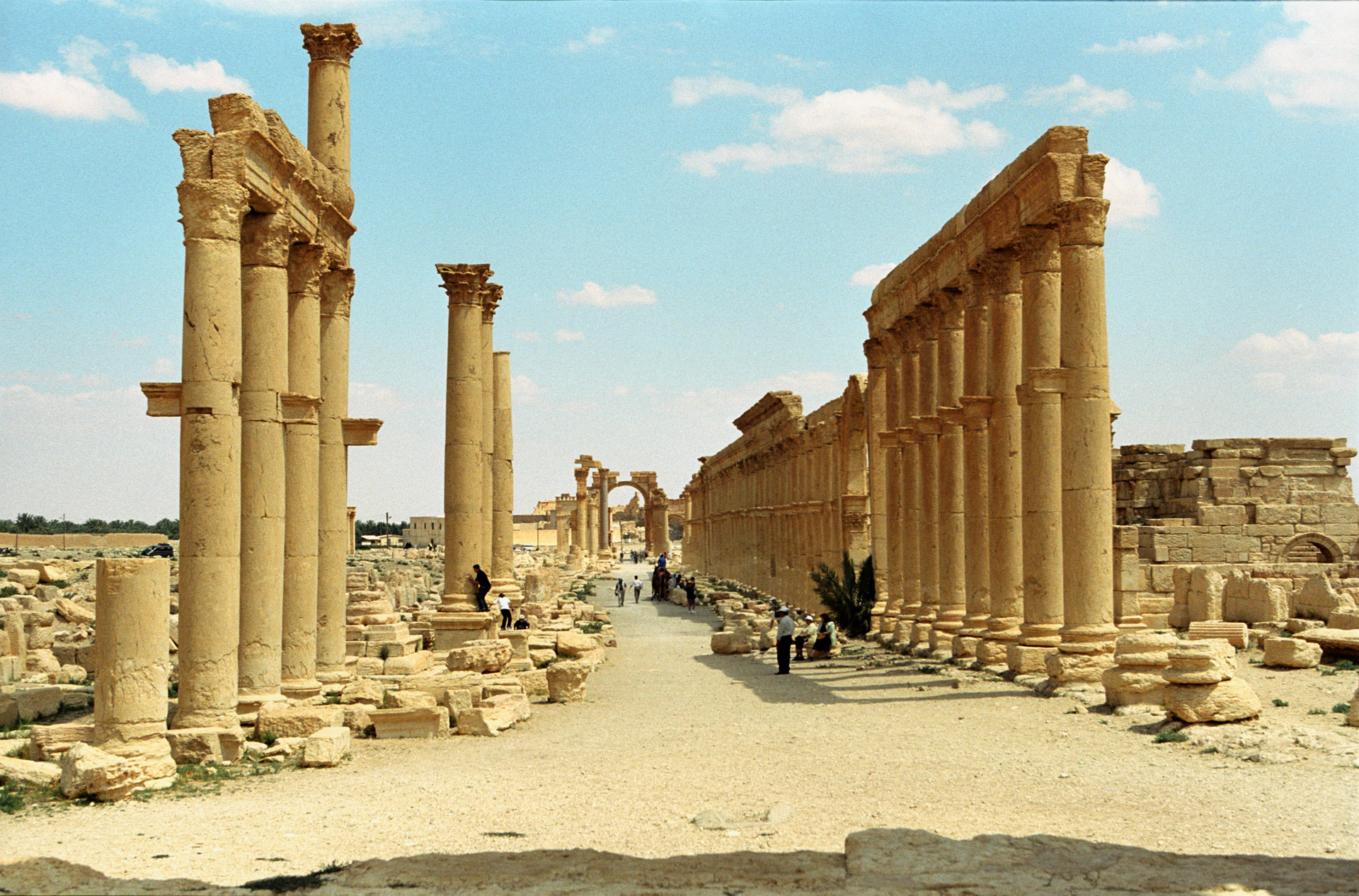
Средняя секция колоннады с Монументальной аркой в сторону востока
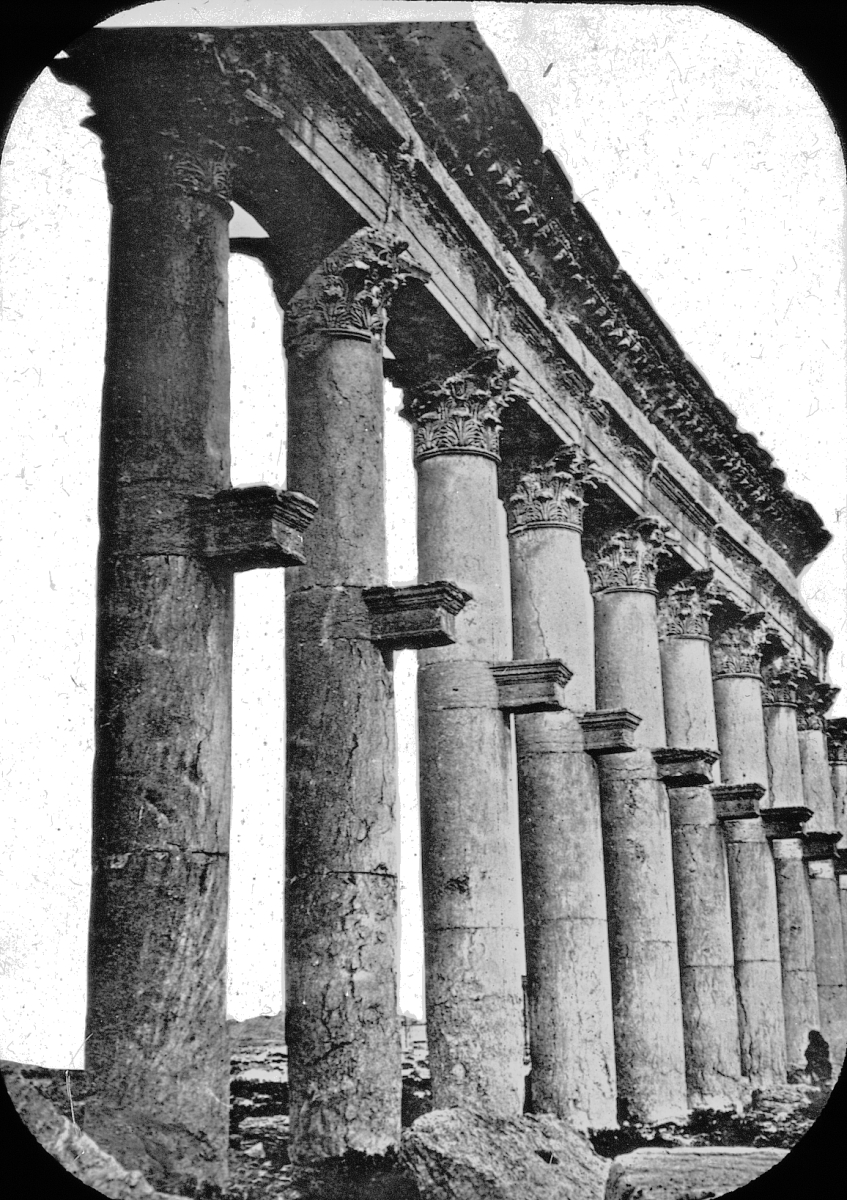
Большая колоннада Пальмиры. Фотография XIX века, Бруклинский музей